# Unionsversandverfahren und gemeinsames Versandverfahren
Ein Unionsversandverfahren (UVV) ist ein Versandverfahren, das den Warenverkehr innerhalb des Zollgebietes der Europäischen Union und den assoziierten Ländern Andorra und San Marino regelt. Das UVV ermöglicht die Beförderung von Waren ohne Abgaben (vor allem Zölle, EUSt und Verbrauchsteuern) und Veränderung des zollrechtlichen Status. Die zollamtliche Überwachung erfolgt ununterbrochen vom Abgangsort bis zum Bestimmungsort.
Für das Gemeinsame Versandverfahren (gemVV oder gV) gelten grundsätzlich die gleichen Grundsätze wie für das UVV, jedoch basiert es nicht auf Unionsrecht, sondern auf dem Übereinkommen über ein gemeinsames Versandverfahren ("Common Transit Convention"), und regelt den Versand von Waren zwischen den Zollgebieten der EU und den CTC-Staaten (EFTA-Staaten, Türkei, Serbien, Nordmazedonien, Vereinigtes Königreich (Nordirland gilt zollrechtlich als dem Zollgebiet der EU zugehörig) und Ukraine).

## Anwendungsbereiche
Allgemein wird bei Versandt / Beförderung von Unionswaren zwischen EU-Mitgliedsstaaten kein Versandverfahren benötigt (Überlassung zum zollrechtlich freien Verkehr), wenn es unterwegs nicht das Zollgebiet der Union verlässt.

Für den Versand benutzt werden in der Regel das externe UVV / gemVV (T1-Verfahren) für Nichtunionsware und das interne UVV / gemVV (T2-Verfahren) für Unionsware.  

### Unionsversandverfahren (UVV)
| 1. | Beförderung von Nichtunionswaren zwischen zwei innerhalb des Zollgebietes der Union liegenden Orten. Die Beförderung über ein Drittland ist nur unter bestimmten Bedingungen (Vorliegen einer internationalen Übereinkunft wie z. B. zwischen der EU und EFTA) möglich. Begleitpapier: T1 |                                                 |
| 2. | Beförderung von Unionswaren, die besonderen Maßnahmen im Zusammenhang mit ihrer Ausfuhr unterliegen (z. B. Erstattung im Rahmen der Agrarpolitik oder Erstattung im Zollrückvergütungsverfahren; Erlass oder Erstattung von Einfuhrabgaben usw.) UND im gemeinsamen Versandverfahren in ein EFTA-Staat ausgeführt werden sollen ODER im gemeinsamen Versandverfahren in ein Drittland ausgeführt werden sollen, dabei aber das Gebiet von EFTA-Staaten berühren. Begleitpapier: T1 Anwendung des externen Versandverfahrens in bestimmten Fällen nach Art. 189 UZK-DA | oder                                            |
| 3. | Beförderung von Unionswaren, die in der EU beginnt und endet und unterwegs das Gebiet eines EFTA-Staates (Drittland) berührt. Die Beförderung über ein Drittland ist nur unter bestimmten Bedingungen (Vorliegen einer internationalen Übereinkunft wie z. B. zwischen der EU und EFTA) möglich. Nicht anzuwenden bei: dem Transport auf dem ausschließlichen Luft- oder Seeweg. Begleitpapier: T2 |                                                 |
| 4. | Beförderung nach und zwischen Teilen der EU, in denen die Richtlinien über die Steuerharmonisierung keine Anwendung finden (z. B. die Kanalinseln, Berg Athos usw.). | Internes UVV (T2F-Verfahren)                    |
| 5. | Beförderung zwischen EU und Andorra bzw. San Marino. | Je nach Gegebenheit: externes oder internes UVV |

### Gemeinsames Versandverfahren (gemVV bzw. gV)
| 1. | Beförderung von Nichtunionswaren zwischen EU- und CTC-Staaten. |  |
| 2. | Beförderung von Unionswaren zwischen EU- und CTC-Staaten. Gilt in der EU nur, wenn es sich um Unionswaren handelt. Gilt in den CTC-Staaten nur, wenn die Waren in einem T2-Verfahren eintreffen und weiter versandt werden. |  |

## Sicherheitsleistung
Grundsätzlich ist, um das bestehende Abgabenrisiko abzusichern, eine Sicherheit erforderlich. Diese kann bei einem einzelnen Versandverfahren im Rahmen der Unionsversandverfahren / gemeinsamen Versandverfahren entweder durch
- eine Barsicherheit (d. h. Einzahlung oder Überweisung eines festgelegten Geldbetrages)
- einen Sicherheitstitel in Höhe von 7.000 EUR oder durch
- Stellung eines Bürgen (Einzelbürgschaft)

erfolgen.
Unter bestimmten Voraussetzungen (z. B. eine erteilte Bewilligung „Inanspruchnahme einer Gesamtbürgschaft“) kann im Rahmen der Unionsversandverfahren / gemeinsamen Versandverfahren eine Gesamtbürgschaft für beliebig viele Versandverfahren als Sicherheit von den Zollbehörden angenommen werden. Auch eine Befreiung von der Sicherheitsleistung kann in Betracht kommen.

## Vereinfachungen
Im Unionsversandverfahren / gemeinsamen Versandverfahren sind nach Artikel 372 ff Zollkodex-DVO mehrere Vereinfachungen möglich, wie beispielsweise
- die Inanspruchnahme einer Gesamtbürgschaft
- die Befreiung von der Sicherheitsleistung
- die Verwendung besonderer Verschlüsse
- der Status eines zugelassenen Versenders
- der Status eines zugelassenen Empfängers
- besondere Vereinfachungen für Beförderungen auf dem Seeweg und auf dem Luftweg
- im Eisenbahnverkehr (läuft aus) und in Großbehältern oder durch Rohrleitungen
- weitere Vereinfachungen aufgrund bi- oder multilateraler Vereinbarungen zwischen den Ländern

## Unbefugtes Entziehen aus der zollamtlichen Überwachung
(Nach EU- bzw. deutschem Recht:)
Wird ein Versandverfahren nicht ordnungsgemäß erledigt (Beispiel: die Ware wird nicht ordnungsgemäß gestellt oder Ereignisse nach Artikel 305 UZK-IA (Container gehen verloren, LKW werden gestohlen, Güterwaggons werden aufgebrochen usw.)), werden Such- und Erhebungsverfahren eingeleitet, deren Ermittlungen meist die Abgabenentstehung nach Artikel 79 Zollkodex der Union für Zölle, die Einfuhrumsatzsteuer und evtl. andere noch zusätzliche Verbrauchsteuern zur Folge haben können.
Ein unbefugtes Entfernen der Ware aus der zollamtlichen Überwachung kann einen Siegelbruch darstellen und wird als Steuerordnungswidrigkeit verfolgt; in Deutschland können gemäß Artikel 79 Zollkodex der Union in Verbindung mit § 382 Absatz 1 Nr. 2 Abgabenordnung sowie § 30 Zollverordnung – zusätzlich zu der entstandenen Abgabenschuld – 5.000 Euro Bußgeld drohen.